# Валлермоза
Валлермоза (італ. Vallermosa, сард. Baddermosa) — муніципалітет в Італії, у регіоні Сардинія,  провінція Кальярі.
Валлермоза розташована на відстані близько 420 км на південний захід від Рима, 32 км на північний захід від Кальярі.
Населення — 1923 особи (2014).
Щорічний фестиваль відбувається 20 травня. Покровитель — San Lucifero.

## Демографія
Населення за роками:

Станом на 1 січня 2023 року в муніципалітеті офіційно проживало 76 іноземців з 26 країн, серед них 16 громадян країн Євросоюзу та 1 громадянин України.

## Сусідні муніципалітети
- Дечимопутцу
- Іглезіас
- Сілікуа
- Віллачідро
- Віллазор